# Vernon (Kolorado)
Vernon – jednostka osadnicza w Stanach Zjednoczonych, w stanie Kolorado, w hrabstwie Yuma.